# Amanda Martinez
Amanda Martinez (ur. 1998) – amerykańska zapaśniczka walcząca w stylu wolnym. Czwarta w Pucharze Świata w 2022. Brązowa medalistka mistrzostw panamerykańskich w 2025 roku. 
Zawodniczka Riverside Brookfield High School i North Central College z Naperville.